# کمپلکس نتورکز
کمپلکس نتورکز (انگلیسی: Complex Networks) یک شرکت رسانه‌ای و سرگرمی آمریکایی برای فرهنگ جوانان است که در شهر نیویورک مستقر است. این شرکت توسط طراح مد مارک اکو به عنوان مجلهٔ به‌صورت هر دو ماه یک‌بار به نام کمپلکس تأسیس شد. کمپلکس نتورکز در مورد ترندهای محبوب و در حال ظهور در سبک، کفش‌های کتانی، غذا، موسیقی، ورزش و فرهنگ پاپ گزارش می‌دهد. کمپلکس نتورکز در سال ۲۰۱۳ در سایت‌های تحت مالکیت، اداره، شرکا، شبکه‌های اجتماعی و کانال‌های یوتیوب به بیش از ۹۰ میلیون کاربر منحصربه‌فرد در ماه دست یافت. انتشار مجله چاپی با شماره دسامبر ۲۰۱۶ / ژانویه ۲۰۱۷ متوقف شد. کمپلکس در حال حاضر ۴٫۵۵ میلیون مشترک و ۱٫۳ میلیارد بازدید در یوتیوب دارد. تا سال ۲۰۱۹، درآمد سالانه این شرکت ۲۰۰ میلیون دلار آمریکا تخمین زده شد که ۱۵ درصد آن از تجارت حاصل می‌شد.
کمپلکس نتورکز توسط بیزنس اینسایدر به عنوان یکی از با ارزش‌ترین استارت‌آپ‌ها در نیویورک، و با ارزش‌ترین شرکت‌های خصوصی در جهان معرفی شده‌است. در سال ۲۰۱۲، این شرکت پلت‌فرم پخش آنلاین کمپلکس تی‌وی را راه‌اندازی کرد. در سال ۲۰۱۶، این شرکت به یک شرکت تابعه مشترکی با ورایزن و هرست تبدیل شد. همچنین تا سال ۲۰۲۱ که به یکی از شرکت‌های تابعه بازفیدتبدیل شد.